# Lamprotornis splendidus
Lamprotornis splendidus là một loài chim trong họ Sturnidae.